# Ferdinand Poise
Jean-Alexandre-Ferdinand Poise est un compositeur français né le 3 juin 1828 à Nîmes et mort le 13 mai 1892 à Paris. Il est l'auteur de plusieurs opéras-comiques dont il a écrit les livrets ou participé à la rédaction, ainsi que de mélodies.

## Biographie
Il fait ses études au conservatoire de Paris sous la tutelle d'Adolphe Adam, lui-même élève de François-Adrien Boieldieu, il est Second Grand Prix de Rome en composition musicale en 1852. Son premier opéra est Bonsoir voisin (1853), qui décide de sa carrière et demeure son succès le plus durable puisqu'il est encore joué en France et en Belgique. Il ne suit pas les tendances modernes de l’opérette représentées par Offenbach ou Hervé, mais préfère rester dans la ligne de l'opéra-comique du XVIIIe siècle. Alphonse Daudet est son librettiste pour Les Charmeurs (1855) et Les Absents (1864). 
En 1862, à l’occasion de l’inauguration du square Antonin à Nîmes, est créée la cantate Nemausa composée par Ferdinand Poise pour l'occasion, dont le livret a été écrit par le félibre Alfred de Montvaillant. Le Roi Don Pèdre (1857) et Le Corricolo (1868) sont des échecs, mais Ferdinand Poise, s’inspirant des œuvres de la fin du XVIIe siècle et du XVIIIe siècle, va créer des œuvres de qualité : Les Deux Billets (1870) d’après Florian, Les Trois Souhaits (1873) et la trilogie La Surprise de l'amour (1877), L'Amour médecin (1880) et Joli-Gilles (1884).
Il réorchestre également Le Sorcier, opéra-comique de Philidor composé en 1764. Carmosine, inspiré de la pièce d'Alfred de Musset et créé de manière posthume, est une œuvre en rupture avec les œuvres précédentes.
Son contemporain Arnold Mortier brosse un portrait de Poise « long, décharné et funèbre. Poise qui a écrit de si vives et de si vaillantes partitions, est, m'assure-t-on, un des hommes les plus tristes de Paris ».[réf. nécessaire]
Plusieurs de ses œuvres seront reprises après sa mort en 1892 et certaines seront enregistrées après 1945.

## Œuvres
- Bonsoir voisin, opéra-comique en un acte, livret de Léon Brunswick et Arthur de Beauplan, créé le 18 septembre 1853 au Théâtre-Lyrique ;
- Les Charmeurs, opéra-comique en un acte, livret d'Adolphe de Leuven d'après Charles-Simon Favart, créée le 17 mars 1855 au Théâtre-Lyrique ;
- Le Thé de Polichinelle, opérette en un acte, livret d’Édouard Plouvier, créé le 4 mars 1856 aux Bouffes-Parisiens ;
- Les Deux Vieilles Gardes, opérette en un acte, livret de Ferdinand de Villeneuve et Alphonse Lemonnier, créée le 8 août 1856 aux Bouffes-Parisiens (en collaboration avec Léo Delibes) ;
- Le Roi Don Pèdre, opéra-comique en trois actes, livret d'Eugène Cormon et Eugène Grangé, créé le 30 septembre 1857 au théâtre de l'Opéra-Comique ;
- Le Jardinier galant, opéra-comique en deux actes, livret d'Adolphe de Leuven et Paul Siraudin, créé le 4 mars 1861 à l'Opéra-Comique ;
- La Poularde de Caux, opérette en un acte, livret d'Adolphe de Leuven et V. Prilleux, créée le 17 mai 1861 au théâtre du Palais-Royal (en collaboration avec Auguste Bazille, Louis Clapisson, Eugène Gautier, François Gevaert et Sylvain Mangeant) ;
- Les Absents, opéra-comique en un acte, livret d'Alphonse Daudet, créé le 26 octobre 1864 à l'Opéra-Comique ;
- Le Sorcier, opéra-comique en un acte d'après Philidor, livret de Jules Adenis d'après Poinsinet, créé le 9 février 1867 aux Fantaisies-Parisiennes ;
- Jean Noël, opéra-comique en un acte, livret d'Ernest Dubreuil, composé en 1865 et jamais représenté ;
- Le Corricolo, opéra-comique en trois actes, livret d'Eugène Labiche et Alfred Delacour, créé le 28 novembre 1868 à l'Opéra-Comique ;
- Les Deux Billets, opéra-comique en deux actes, livret de Jean-Pierre Claris de Florian, créé le 19 février 1870 au théâtre de l’Athénée ;
- Les Trois Souhaits, opéra-comique en un acte, livret de Jules Adenis, créé le 29 octobre 1873 à l'Opéra-Comique ;
- La Surprise de l'amour, opéra-comique en deux actes, livret de Charles Monselet d’après Marivaux, créé  le 31 octobre 1877 à l'Opéra-Comique ;
- L'Amour médecin[3], opéra-comique en trois actes, livret de Charles Monselet d’après Molière, créé le 20 décembre 1880 à l'Opéra-Comique ;
- Joli Gilles, opéra-comique en deux actes, livret de Charles Monselet, créé le 10 octobre 1884 à l'Opéra-Comique ;
- La Cigale et la Fourmi, opéra-comique en un acte, livret d'Alexandre Beaumont d’après La Fontaine, composé en 1877 et jamais représenté ;
- La Dame de compagnie, opéra-comique en un acte, livret d'Alexandre Beaumont, composé en 1877 et jamais représenté ;
- Le Médecin malgré lui, opéra-comique en un acte d'après Molière, composé en 1887 et jamais représenté  ;
- La Reine d'une heure, opéra-comique en un acte, livret d'Alexandre Beaumont, jamais représenté ;
- Carmosine, opéra-comique en trois actes, livret de Charles Monselet et Eugène Adenis d'après Alfred de Musset, créé (?) le 22 décembre 1928 à l'Opéra de Monte-Carlo[4] ;

## Discographie
- Les Absents, avec Lina Dachary, Janine Capderou, Gérard Friedmann, Bernard Plantey, Pierre-Michel Le Conte (dir.) -  Musidisc 202102 (avec Joli Gilles)
- Joli Gilles, avec Lina Dachary, Monique Stiot, Raymond Amade, Aimé Doniat, Pierre-Michel Le Conte (dir.) - Musidisc 202102 (avec Les Absents)
- La Surprise de l'amour, avec Monique Stiot, Linda Felder, Gérard Friedmann, Aimé Doniat, Jean-Claude Hartemann (dir.) - Musidisc 201832 (avec Les Rendez-vous bourgeois de Nicolò)

## Sources
- Biographie et discographie sur le site de l'ANAO
- « Poise (Ferdinand) », dans Ivan Gaussen (préf. André Chamson), Poètes et prosateurs du Gard en langue d'oc : depuis les troubadours jusqu'à nos jours, Paris, Les Belles Lettres, coll. « Amis de la langue d'oc », 1962 (BNF 33021783), p. 91.